# Коланы (племя)
Коланы (азерб. Kolanı tayfası, келани) — этнографическая группа азербайджанцев, проживающая в Азербайджане, Иране и Турции. По одним данным, это племя тюркского происхождения, а по другим — состоит из курдов и тюрок. Во всех переписях XIX века Агдамского, Агдаринского, Кельбаджарского, Ширванского, Нахичеванского и Эриванского районов, где проживают коланы, население коланских селений подписывалось как татарское (азербайджанское), а язык на котором они говорят, — татарский (азербайджанский), религия зарегистрирована как исламо-шиитская.

## Этимология
По мнению исследователей, Коль, Кюль, Гюль (азерб. Kol, Kül, Gül) употреблялись в древнетюркском языке в значении «большой». Предполагается, что «кул, кол» использовалось как родовое название, а суффикс «ан» правильнее объяснять значением «место жительства». В новых местах, куда они переселялись, к топониму «Колан, Кулан» добавлялся суффикс «ли», что означает «место, где проживает племя кол, кул», и характеризовалось племя, принадлежащее к этому месту, то есть «из Колана, место Коланов». Считается, что первоначальное название племени было «Коланлы», но произносилось как «Коланы».
Некоторые переводят это название со слова kol (азерб. — «куст», «куст», «куст»). В азербайджанском диалекте «кола» означает «безрогая коза, гладкий, без выступов».
На курдском kolneder — «непобедимый» и kel — «вершина, пик горы» и суффикс «ан».
В источнике от 1728 г. приводится информация о селе Колани в Нахичеване. Имена жителей села Колани, отражённые в этом источнике арабского и тюркского происхождения: Гусейн, Гулу, Мамед, Аваз, Джаббар, Оджаггулу, Мурад, Демирдаш, Исмихан, Максуд, Арслан, Пири, Карамели и другие имена.

## Происхождение

Всадники из племени коланы

Происхождение спорное. В средневековых источниках отражено, что племя Коланлу, считающееся родственным бейдиллийской ветви огузов, проживают в Анатолии, Килисе, и что племя Коланлу родственно карапапахам, ветви огузов. В исследованиях о племени карапапахов, проживавшем в районе Борчалинского уезда, среди ветвей этого племени упоминается имя колани. Кроме того, одно из племён, проживавших в союзе анатолийских огузов, называлось коланшамскими туркменами (азерб. Kolanşam türkmənləri).
Автор «Исторический памятник Армянского края и эпохи его присоединения к Российской империи» в своей книге утверждает, что коланы принадлежат к племени карачор (азерб. qaraçorlu), и упоминает, что коланы входят в число 22-ти шиитских племён, которых переселил в Карабах шах Аббас I. Автор даже раскрывает названия земель и сёл, куда они были переселены.
Действительно, в письменных источниках имеются сведения о переселении в XVII веке в зону Карабаха ряда курдских племен иранским шахом Аббасом, но среди этих племен отсутствует название племени коланы.
А. Э. Хаганов считает что коланы происходили из Хорасана и упоминает, что они являются одним из кыпчакских родов. Автор пишет, что Аваз-бей Колан (азерб. Əvəz bəy Kolan) был диванбеком Субханкули-хана Джанина (1680—1702 гг.), одного из эмиров Бухары, и про одного из влиятельных кыпчакских беков — Рахим-бека Колана.
Русский ученый XIX века Хан-Агов предполагает, что племя коланы было переселено каким-то шахом в Закавказье, причём одна часть его была поселена в Карабахе, а другая — в Эривани и в Ширване, и они, якобы, переселились сюда из села Кырхлы Хорасанской области, где обосновали ряд селений.
Г. Гейбуллаев пишет, что эти племена известны в южно-русских степях под названием «кул».
Т. Валиев связывает это племя с Мусой Коланом, внуком Сельджука, который был основателем Сельджукского государства. Хорасан был целиком отдан его любимому внуку Мусе Колану, часть племён под его командованием перешла к сородичам, проживающим в Закавказье. Племена, проживающие в Ширване, Карабахе, Нахичеване, Ереване, стали называться «коланы» по имени Мусы Колана. Следует отметить, что в этом отношении обращает на себя внимание имя Кулан-Арслана, брата Кызыл-Арслана из анатолийских сельджуков.
Согласно ещё одной версии, племя коланы было жителями города Кулан (Колан), существовавшего как город в Средней Азии в раннем Средневековье (совр. юж. Казахстан), где жили тюрки-огузы, и название племени произошло от названия этого города.

## Расселение
Проживают в Азербайджане (Кельбаджарский, Агдеринский, Тертерский, Аджикабульский, Евлахский и др. районы, Нахичеванская Автономная Республика), Иране (Иранский Азербайджан), Турции и России.

## История
После нападения Каджаров на Карабах некоторые коланы вернулись на родину. Баба-бей Шакир (1780—1845), который был живым свидетелем поселения курдов при царе, он пишет о них в сатирической поэме «Колани вернулись в Джамилли, Курдистан» (азерб. Kolanı Cəmilliyə, Kürdüstanə dönüb).
А. Э. Хаганов пишет, что Аваз-бей Колан (азерб. Əvəz bəy Kolan) был диванбеком Субханкули-хана Джанина (1680—1702 гг.), одного из эмиров Бухары, и про одного из влиятельных кыпчакских беков — Рахим-бека Колана.
Панах-Али хан, заложивший основу Карабахского ханства, упразднил структуру административно-территориальных единиц, оставшуюся от Сефевидского периода, и создал вместо неё округа. Коланский магал (азерб. Kolanı mahalı) был образован в 1748 году как один из 25 магалов (районов) Карабахского ханства.
В одном из писем Иреванского хана Гусейн Али-хана (1759—1783) упоминается храбрость коланов. Во время похода грузинского царя Ираклия II на Ереван упоминается, что коланы нанесли врагам решающие удары. Во время восстания против Гусейн Али-хана коланы объединились с помощью карабахского хана Ибрагим Халила (1763—1805).

### Армянские источники
Коланы снискали себе репутацию воинственного, беззаконного и неуживчивого племени. Поэтому они не признавали ни Сефевидское, ни Османское правительство и не платили налоги. Они были владельцами больших поместий, крупного рогатого скота и богатств на османских и иранских землях. Армянские источники так описывают это племя:

Колани — тюркское племя, которое творит в Дживаншире то, что разбойничьи бродячие курды в Западной Армении. Вид у них жестокий, глаза жаждущие крови, ружья на плечах и кинжалы на спине. Они скитают по равнинам и грабят имущество окрестных сёл (в основном армянских) […] Недовольствуясь тем, что они забрали у сельчан, они нападали на церкви и монастыри, убивали священников (например настоятеля монастыря св. Егише) и грабили […] Они же в прошлом убили Вильмана и грабили его конный завод.
Оригинальный текст (арм.)Քօլանի։ - սա մի թիւրք տարր է, որ Ջիվանշիրում նոյն է անուն, ինր որ աւազակ և թափառական քրդերը Տաճկահայաստանում։ Կերպարանքները՝ դաժան․ աչքերը՝ արեան ծարաւի, ուսերին՝ հրացան, մեջքներին դաշոյն, - դրանք ընդարձակ դաշտի մեջ թափառում և կողոպտում են շրջակայ գիւղականաց (մեծաւ մասամբ հայոց) ապրանքը [...] Չը բաւականանալով գիւղացիներից արած յափշտակութիւններով, Քօլանիները երբեմն յարձակվում են և վանքերի վերայ, սպանում վանահայրերին (Եղիշե Առաքեալի վանահօրը օրինակ) և վանքը թալանում։[...] Այդ տարրն էր, որ անցեալներում սպանեց Վիլմանին և կողոպտեց նրա ձիու զաւօտը։

### В составе Российской империи
После вхождения в состав Российской империи азербайджанских ханств коланы не примирились с царским режимом.
Царский полковник сообщил в своей справке, что коланы не хотят подчиняться законам. Они живут на территориях бывших ханств: Нахичеванского, Эреванского, Карабахского и Ширванского. В переписях, проведённых в XIX веке, о коланах приводились конкретные цифры. Например, в камеральном списке 1873 года в сёлах коланов Шемахинского уезда числится около 500 домов. Большая часть коланов проживала по среднему течению рек Хачынчай, Габарты и Тертер. В начале XX века общая численность коланов, проживающих в Джеванширском и Шемахинском уездах составляла более 8-10 тысяч человек. В конце XIX века из-за неповиновения коланов главе Джеванширского уезда, некоторые из них были сосланы в район, расположенный в километре от села Мальбинеси Евлахского района. Сосланные туда колани построили село Колани.
В 1920-е и 1930-е годы коланы стали жертвами репрессий, и многие из них не вернулись из сибирской ссылки.

## Язык
Говорят на языке тюркской группы, на диалекте азербайджанского языка.

## Религия
Мусульмане-шииты, имеются следы домусульманских верований.

## Быт
Традиционно занимались кочевым скотоводством (овцы и козы).

## Топонимика
Племя колани (келани) сохранило своё название в топонимике многих населённых пунктов в Закавказье — на территории республик Армения и Азербайджана. В наше время на территории Узбекистана, Туркмении и Казахстана сохранились названия Кулан, Куланбель, река Кулан, Голан, Колан, Гулан, Гуланчи, Гуланчи, Гуланбай, Кулан-Кипчак. Ряд топонимов «коланы, голаны» имеется в провинции Дашогуз на севере Туркменистана.